# Бонот
Бонот (фр. Beaunotte) насеље је и општина у источном делу централне Француске у региону Бургоња, у департману Златна обала која припада префектури Монбар.
По подацима из 2011. године у општини је живело 20 становника, а густина насељености је износила 2,35 становника/km². Општина се простире на површини од 8,5 km². Налази се на средњој надморској висини од 326 метара (максималној 423 m, а минималној 292 m).

## Демографија
| 1962. | 1968. | 1975. | 1982. | 1990. | 1999. | 2011. |
| ----- | ----- | ----- | ----- | ----- | ----- | ----- |
| 28    | 40    | 46    | 46    | 37    | 27    | 20    |

График промене броја становника у току последњих година